# Китайський мозок

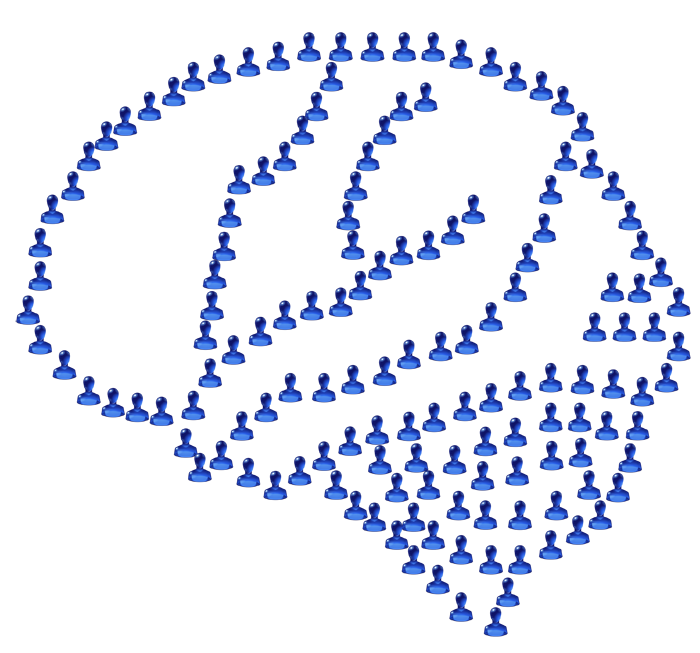
Китайський мозок. Населення КНР становить 1,4×10^{9} осіб. У мозку близько ≈10^{11} нейронів.

«Китайський мозок» (англ. China brain) — у філософії свідомості — уявний експеримент, який запитує, що станеться, якщо кожен китаєць (один з найбільших етносів у світі) почне відтворювати дії одного нейрона уявного велетенського мозку, і використовувати засоби зв'язку для симуляції зв'язків між нейронами. Чи буде ця система мати свідомість у такому самому сенсі, як звичайний мозок? Відповідь на це запитання заперечує або підтверджує функціоналізм.